# 세컨드 마더
《세컨드 마더》(포르투갈어: Que Horas Ela Volta?)는 2015년 공개된 브라질의 드라마 영화이다.

## 출연
- 헤지나 카제 - 발역
- 미셰우 조에우사스 - 파비뇨 역
- 카밀라 마르질라 - 헤시카 역
- 카리네 텔레스 - 바르바라 역
- 로우렌소 무타렐리 - 카를루스 역